# Celler Garnison-Museum

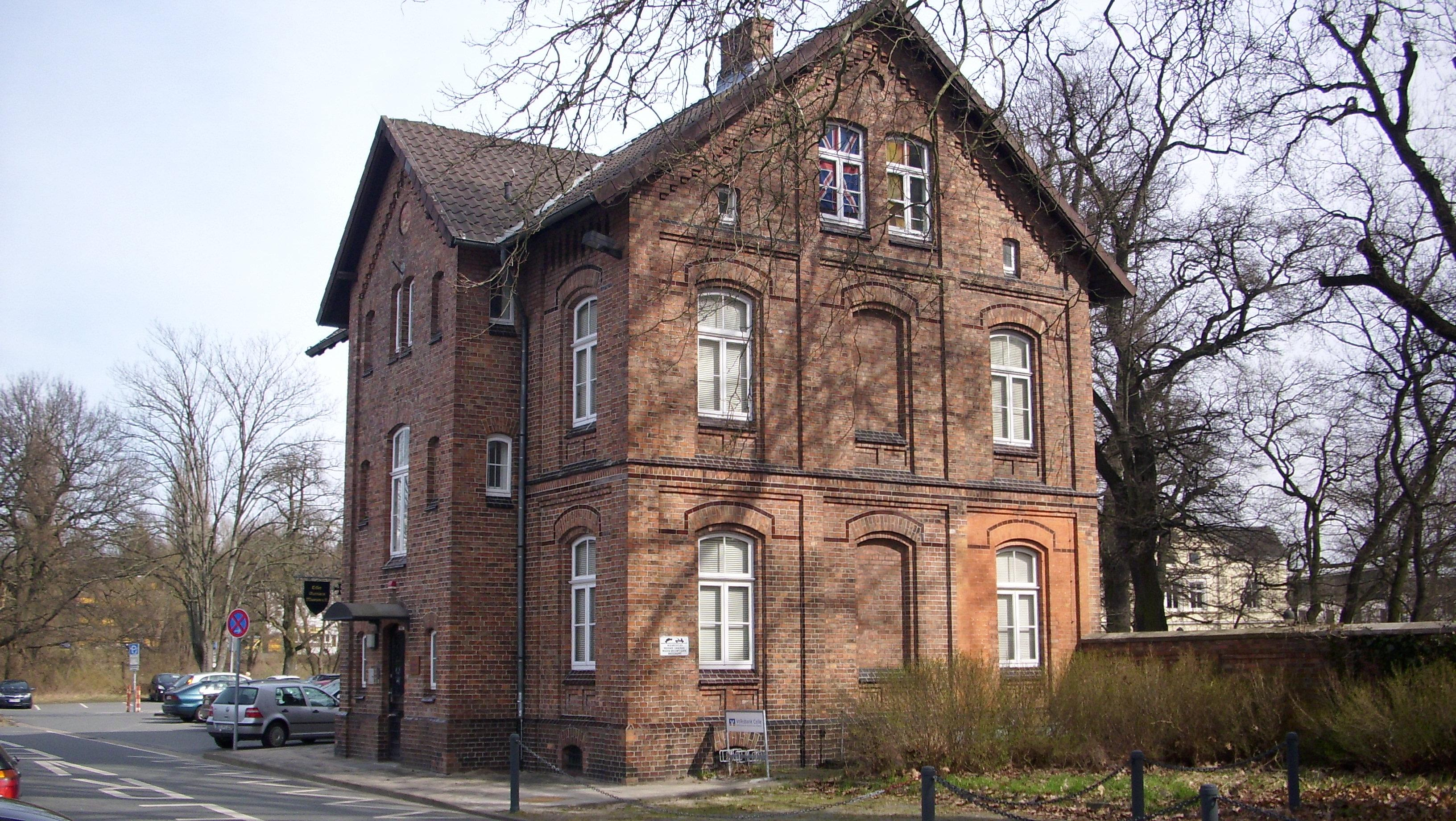
Garnison-Museum in Celle, Niedersachsen

Das Celler Garnison-Museum ist ein Militärmuseum in Celle, Niedersachsen.

## Geschichte

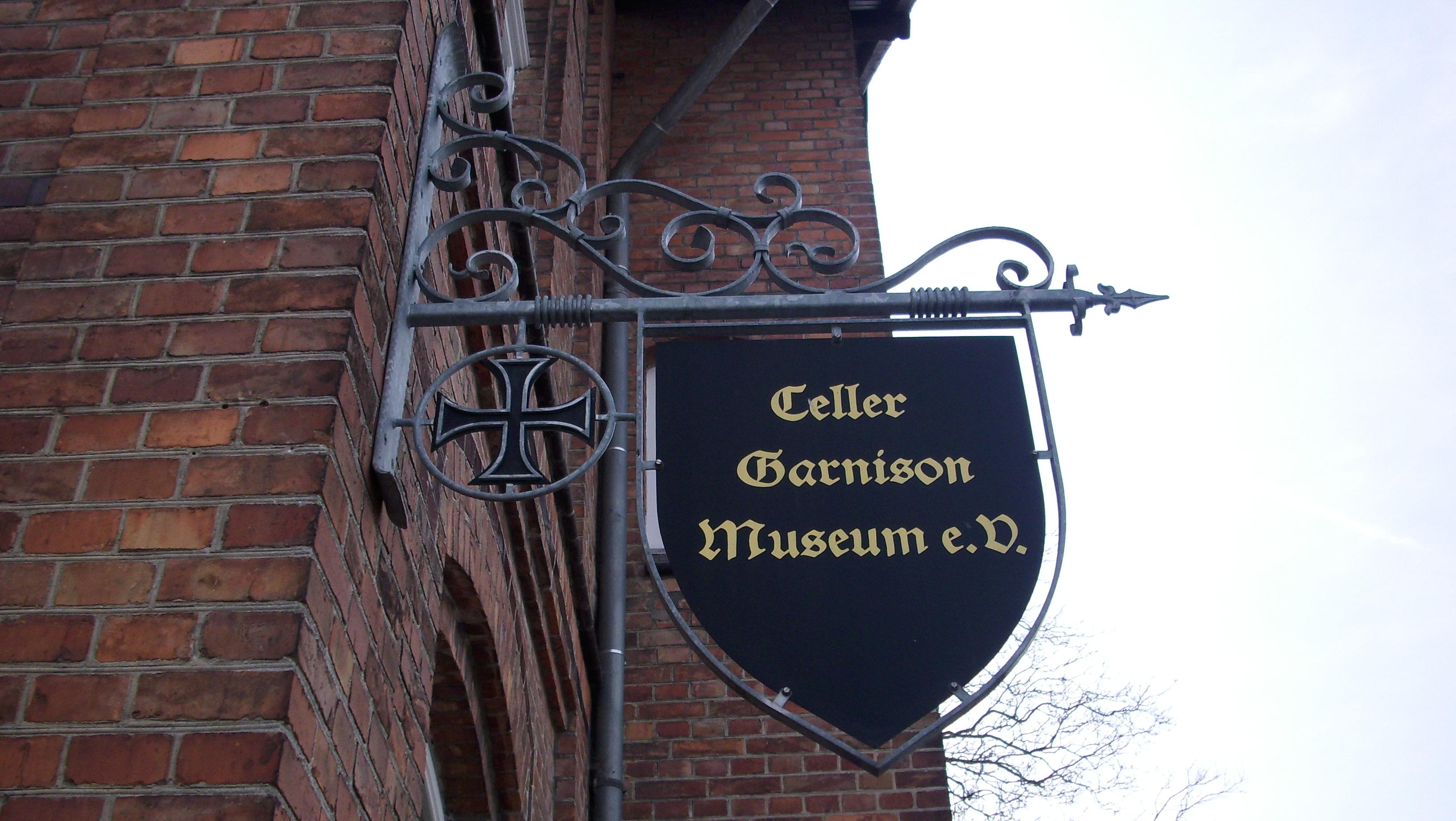
Reklameschild des Museums in der Art eines Zunftzeichens

Träger des Museums ist der 1981 gegründete Verein Celler Garnison-Museum e.V., der 1986 das Museum in der ehemaligen Cambridge-Dragoner-Kaserne eröffnete. 1999 zog das Museum in sein heutiges Domizil, das ehemalige Verwaltungsgebäude des städtischen Schlachthofs, Hafenstraße 4.

## Ausstellungskonzept
Ziel des Museums ist die Darstellung der Militärgeschichte von 1866 bis zur Gegenwart in Verbindung mit der Stadtgeschichte Celles. Die Zeit der hannoverschen Militärgeschichte vor 1866 wird im Bomann-Museum gezeigt. Die zeitliche Trennung bezieht sich auf die die Annexion des Königreichs Hannover durch Preußen in diesem Jahr.

## Sammlungen und Themenbereiche

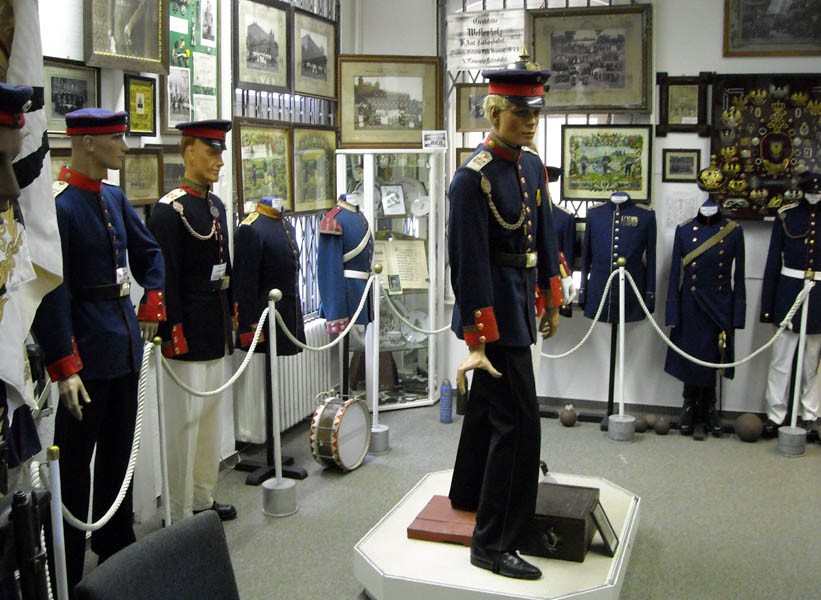
Foto: wt-guide.com, 2009

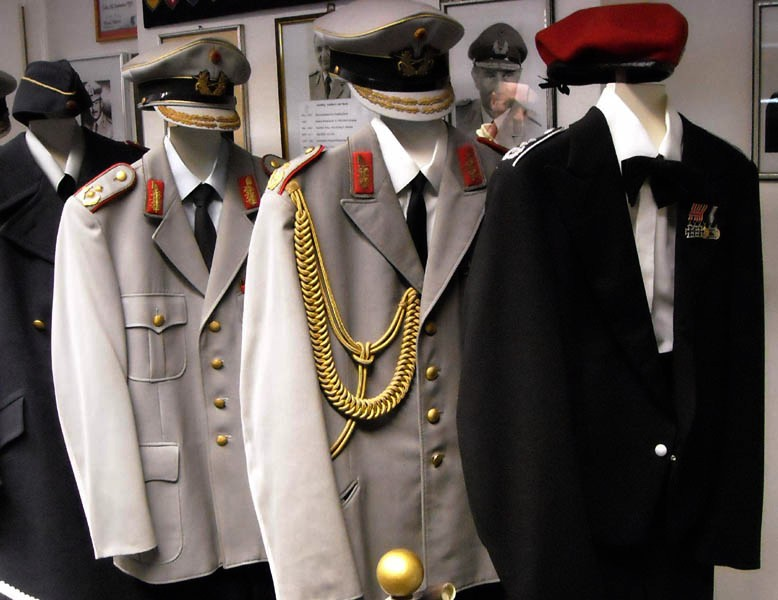
Bundeswehr Uniformen
Foto: www.euro-t-guide.com, 2009

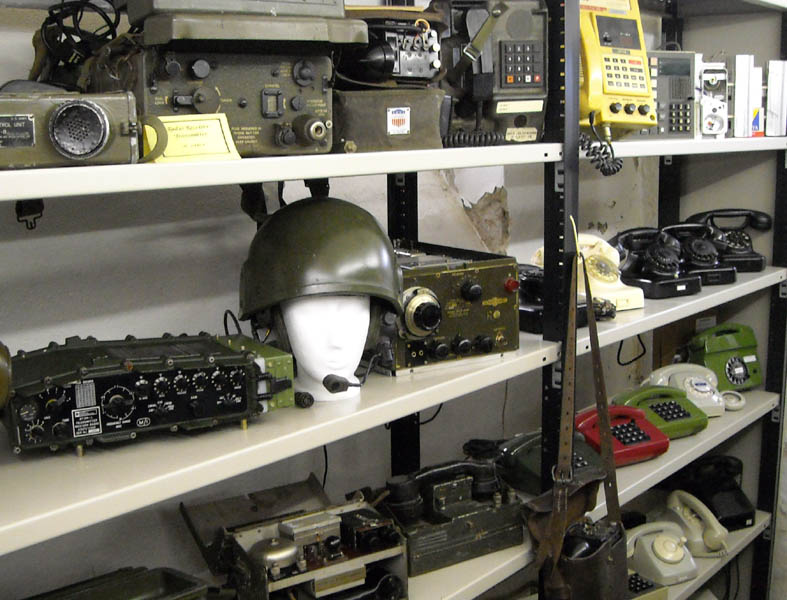
Nachrichtentechnik
Foto: www.euro-t-guide.com, 2009

- X. Armee-Korps (Deutsches Kaiserreich)
- 2. Hannoversches Infanterie-Regiment Nr. 77
- Erster Weltkrieg
- Reichswehr
- Zweiter Weltkrieg
- Britische Streitkräfte in Deutschland
- Bundeswehr
- Nebeltruppe in Celle (Heeresgasschutzschule)
- Militärpersonen in Celle
- Orden und Ehrenzeichen
- Nachrichtentechnik
- Uniformen
- Waffen

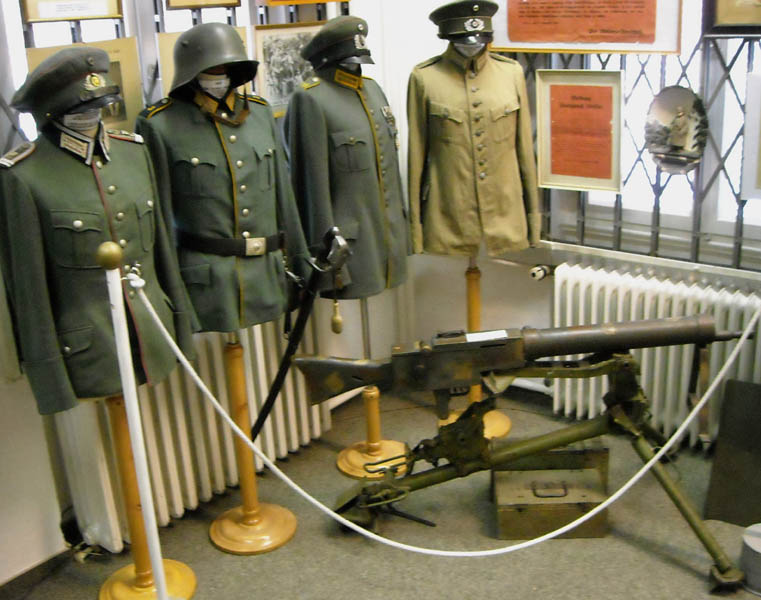
Erster Weltkrieg. Foto: www.euro-t-guide.com, 2009
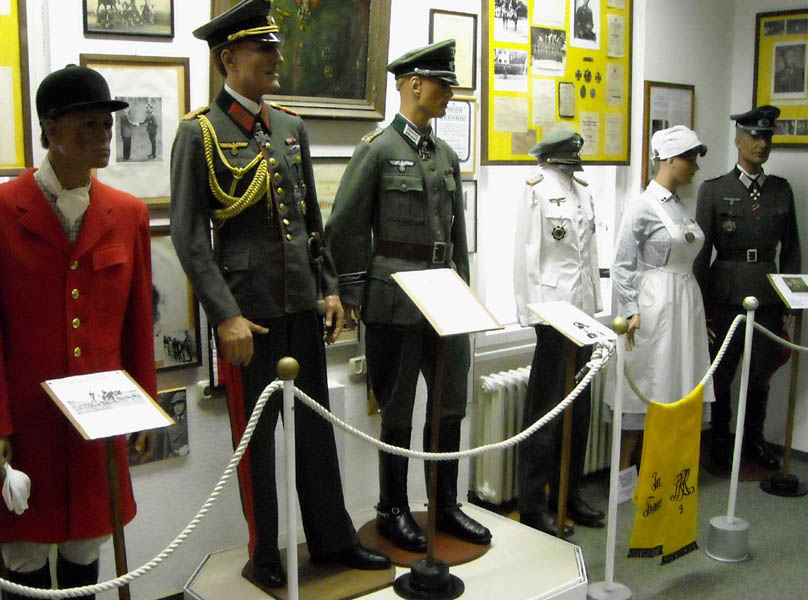
Zweiter Weltkrieg. Foto: www.euro-t-guide.com, 2009
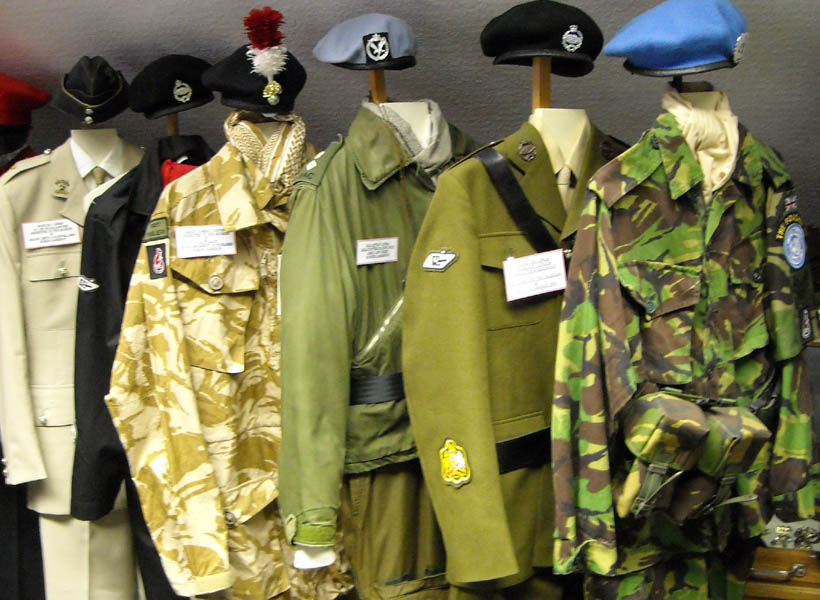
Britische Uniformen. Foto: www.euro-t-guide.com, 2009